# Santa Fe, Morelos
Santa Fe är en ort i Mexiko.   Den ligger i kommunen Xochitepec och delstaten Morelos, i den sydöstra delen av landet, 80 km söder om huvudstaden Mexico City. Santa Fe ligger 1 039 meter över havet och antalet invånare är 297.
Terrängen runt Santa Fe är platt söderut, men norrut är den kuperad. Terrängen runt Santa Fe sluttar söderut. Runt Santa Fe är det tätbefolkat, med 591 invånare per kvadratkilometer. Närmaste större samhälle är Jiutepec, 18,4 km norr om Santa Fe. Omgivningarna runt Santa Fe är en mosaik av jordbruksmark och naturlig växtlighet.